# Fotoetsning
Fotoetsning är en teknik för att fotografiskt överföra mönster på glas. John Selbing, verksam som fotograf och konstnär på Orrefors glasbruk åren 1927–1973, sökte patent på metoden 1948. Tekniken var att förse området för etsningen med ett tunt skikt asfalt och däröver ett tunt skikt ljuskänsligt fisklim. Etsningsområdet belyses sedan med ultraviolett ljus genom ett negativ av den önskade bilden. Den icke belysta delen av bilden kan därefter sköljas bort liksom där under liggande asfaltskikt. Den frigjorda glasytan etsas med fluorvätesyra eller ammoniumfluorid så att en bild bestående av fördjupningar i glasmassan uppstår. Fördjupningarna kunde lämnas ofyllda eller fyllas med guld.